# David Lascelles, 8. Earl of Harewood
David Henry George Lascelles, 8. Earl of Harewood (* 21. Oktober 1950 in Bayswater, London) ist ein britischer Film- und Fernsehproduzent.

## Leben
Lascelles ist der älteste Sohn von George Lascelles, 7. Earl of Harewood, und seiner ersten Ehefrau Marion Stein. Getauft wurde er in der All Saints’ Church in Harewood, West Yorkshire. Als Heir apparent seines Vaters führte er seit Geburt den Höflichkeitstitel Viscount Lascelles. Sein Vater war ein Cousin von Königin Elisabeth II., weshalb er einen nachrangigen Platz in der britischen Thronfolge innehat. Seine Taufpaten waren Elisabeth II. (damals The Princess Elizabeth, the Duchess of Edinburgh), seine Urgroßmutter Königin Mary, Margaret Hamilton-Russell, Viscountess Boyne, Benjamin Britten und sein Onkel Gerald Lascelles. Er besuchte die Westminster School in London.
Am 12. Februar 1979 heiratete er in erster Ehe Margaret Rosalind Messenger (* 1948); die Ehe wurde 1989 geschieden. Mit ihr hat er vier Kinder:
- Lady Emily Tsering Shard (* 1975), ⚭ 2008 Matthew Shard (* 1975);
- Hon. Benjamin George Lascelles (* 1978), Filmproduzent, ⚭ 2009 Carolina Velez Robledo;[1]
- Alexander Edgar Lascelles, Viscount Lascelles (* 1980), ⚭ 2017 Annika Reed;
- Hon. Edward David Lascelles (* 1982), ⚭ 2014 Sophie Emma Cartlidge (* 1986).

Am 11. März 1990 heiratete er in zweiter Ehe Diane Jane Howse (* 1956).
2011 erbte Lascelles beim Tod seines Vaters dessen Adelstitel als 8. Earl of Harewood, 8. Viscount Lascelles und 8. Baron Harewood. Seine beiden jüngsten Kinder stehen in der Erbfolge auf seine Titel, die beiden älteren nicht, da die Eltern zum Zeitpunkt der Geburt noch nicht verheiratet waren.
Er bewohnt mit seiner Familie Harewood House in Leeds.

## Filmografie (Auswahl)
- 1990–1991: Inspector Morse (Fernsehserie, 9 Episoden)
- 1995: Richard III
- 1996: Die skandalösen Abenteuer der Moll Flanders (The Fortunes and Misfortunes of Moll Flanders)
- 1998: Die Weisheit der Krokodile (The Wisdom of Crocodiles)
- 2002: Daddy’s Girl